# Міський (футбольний стадіон, Михайлівці)
«Міський футбольний стадіон» або  Стадіон МФК «Земплін» (словац. Mestský futbalový štadión, Štadión MFK Zemplín) — футбольний стадіон у місті Михайлівці, Словаччина, домашня арена МФК «Земплін».
Стадіон побудований та відкритий 1953 року. У 1958 році споруджено першу трибуну. 1968 року споруджено бетонні трибунні конструкції овальної форми. У 1978 році збудовано нову трибуну із підтрибунними приміщеннями нового типу. Протягом 2006—2010 років здійснено поетапну реконструкцію арени, у результаті якої перебудовано всі конструкції та переоблаштовано стадіонну інфраструктуру. Місткість досягла 4 440 глядачів.